# Викторија Руфо
Викторија Руфо (шп. Victoria Ruffo) је мексичка глумица.

## Биографија
Сестра је глумице Габриеле Руфо и продуцентице Марселе Руфо.
Викторија је своју глумачку каријеру започела 1980. године у теленовели "Conflictos de un médico". 1983.godine dobija ulogu u telenoveli "La fiera", као протагониста.
Занимљиво је то, што је Викторија пуних тридесет година радила за продукцијску кућу Телевиса. 1990. године, Викторија је била у вези са Еугенијом Дербезом. Касније су се венчали и добили сина Јóсеа Едуарда. Након само двије године брака су се растали. 2001. године се удала за мексичког политичара Омара Фаyада. Имају близанце: дечака Ануара и девојчицу Викторију.

## Филмографија

### Теленовеле
| Година:      | Српски назив:    | Оригинални назив: | Улога:                              |
| ------------ | ---------------- | ----------------- | ----------------------------------- |
| 2016.        | /                |                   | Инес Уерта                          |
| 2014.        | /                |                   | Кристина                            |
| 2012 — 2013. | /                |                   | Рефухио                             |
| 2010 — 2011. | Тријумф љубави   |                   | Викторија Гутијерез де Сандовал     |
| 2008 — 2009. | /                |                   | Макарена Еспиноса де лос Монтерос   |
| 2007 — 2008. | Викторија        |                   | Викторија Сантиестебан де Мендоса   |
| 2005.        | Маћеха           |                   | Марија Фернандез Акуња де Сан Роман |
| 2000.        | Загрли ме чврсто |                   | Кристина Алварез Ривас де Риверо    |
| 1998.        | /                |                   | Елена                               |
| 1995.        | /                |                   | Консуело Виљагран Гарсија Мора      |
| 1993.        | /                |                   | Кристина Аранда                     |
| 1992.        | /                |                   | Ирене                               |
| 1989 — 1990. | /                |                   | Марија Лопез                        |
| 1987.        | /                |                   | Викторија Мартинез                  |
| 1985.        | /                |                   | Хуана Ирис                          |
| 1983.        | /                |                   | Наталија Рамирез                    |
| 1982.        | /                |                   | Грисел                              |
| 1981.        | /                |                   | Хулија                              |
| 1980.        | /                |                   | Пилар Алварез                       |
| 1980.        | /                |                   | /                                   |

### Филмови
| Година: | Српски назив: | Оригинални назив: | Улога:             |
| ------- | ------------- | ----------------- | ------------------ |
| 1986.   | /             |                   | Сусана             |
| 1982.   | /             |                   | Мари Кармен Сијера |
| 1982.   | /             |                   | Лаура Апарисио     |
| 1982.   | /             |                   | Лаура              |
| 1980.   | /             |                   | Гвадалупе          |
| 1979.   | /             |                   | Фабијане           |
| 1979.   | /             |                   | Жаклин             |

### ТВ серије
| Година: | Српски назив: | Оригинални назив: | Улога:             |
| ------- | ------------- | ----------------- | ------------------ |
| 2009.   | /             |                   | Каролина Ернандез  |
| 2001.   | /             |                   | Кармелита Ернандез |
| 1993.   | /             |                   | /                  |